# Ulosa tenellula
Ulosa tenellula är en svampdjursart som beskrevs av Gustavo Pulitzer-Finali 1983. Ulosa tenellula ingår i släktet Ulosa och familjen Esperiopsidae. Inga underarter finns listade i Catalogue of Life.